# Poutisjärvi
Poutisjärvi är en sjö i Gällivare kommun i Lappland och ingår i Råneälvens huvudavrinningsområde. Sjön har en area på 0,0728 kvadratkilometer och ligger 408 meter över havet.

## Delavrinningsområde
Poutisjärvi ingår i det delavrinningsområde (743017-172062) som SMHI kallar för Mynnar i Venetjoki. Medelhöjden är 389 meter över havet och ytan är 10,59 kvadratkilometer. Det finns inga avrinningsområden uppströms utan avrinningsområdet är högsta punkten. Puoitajoki som avvattnar avrinningsområdet har biflödesordning 3, vilket innebär att vattnet flödar genom totalt 3 vattendrag innan det når havet efter 180 kilometer. Avrinningsområdet består mestadels av skog (74 procent) och sankmarker (23 procent). Avrinningsområdet har 0,39 kvadratkilometer vattenytor vilket ger det en sjöprocent på 3,7 procent.